# Altengottern
Altengottern – część gminy (Ortsteil) Unstrut-Hainich w Niemczech, w kraju związkowym Turyngia, w powiecie Unstrut-Hainich. Do 31 grudnia 2018 samodzielna gmina wchodząca w skład wspólnoty administracyjnej Unstrut-Hainich.